# Komisja Samorządu Terytorialnego i Polityki Regionalnej

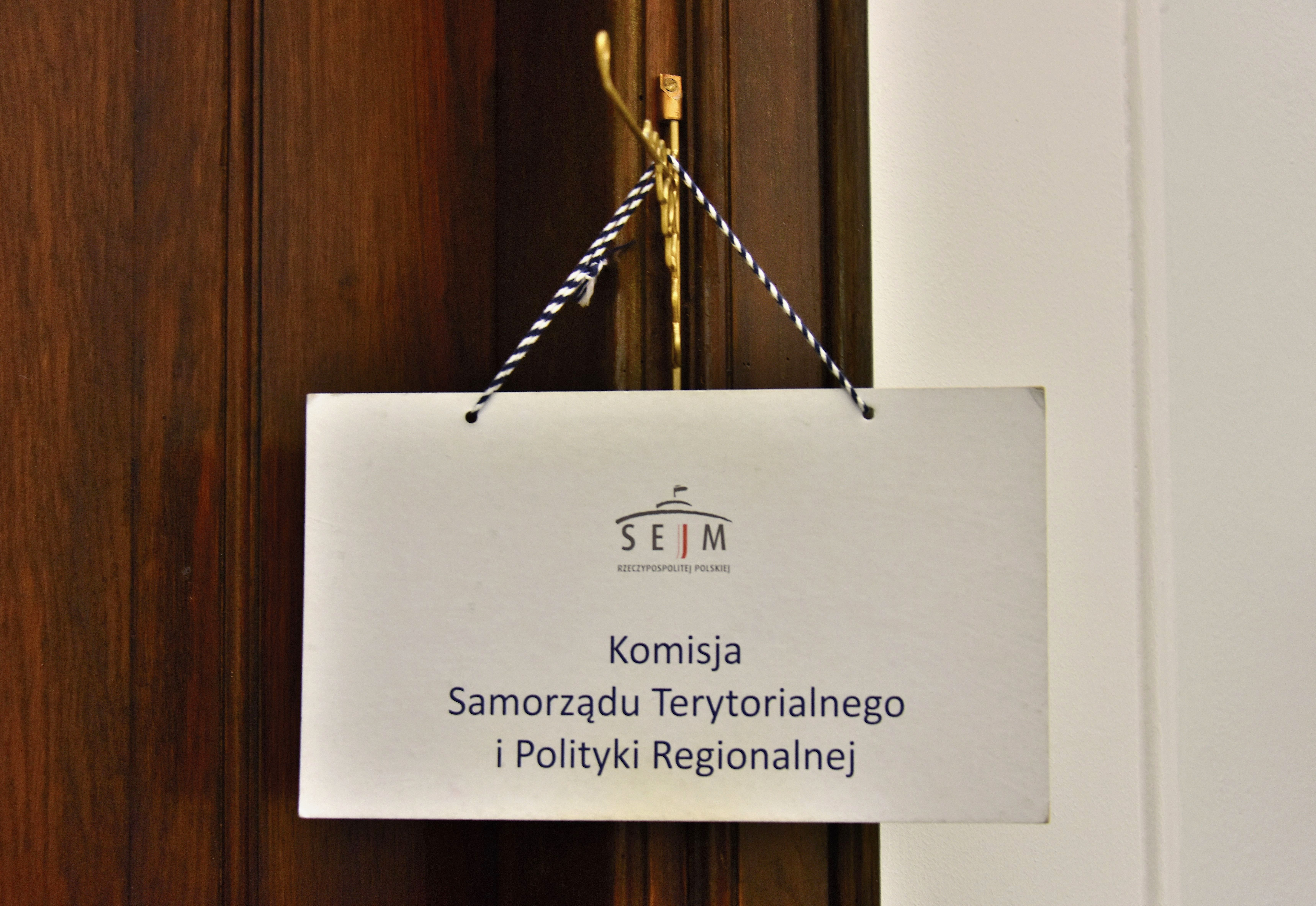
Informacja o trwającym posiedzeniu Komisji Samorządu Terytorialnego i Polityki Regionalnej

Komisja Samorządu Terytorialnego i Polityki Regionalnej (skrót: STR) jest stałą komisją sejmową, która zajmuje się sprawami organizacji i funkcjonowania struktur samorządu terytorialnego, zarządu mieniem komunalnym, gospodarki komunalnej, zagospodarowania przestrzennego oraz rozwoju regionów i społeczności lokalnych. Do zakresu działania Komisji należy także rozpatrywanie założeń polityki regionalnej państwa. W Sejmie kontraktowym i Sejmie I kadencji działała jako Komisja Samorządu Terytorialnego

## Komisja wSejmie X kadencji

### Prezydium
- Michał Krawczyk (KO) – przewodniczący,
- Artur Łącki (KO) – zastępca przewodniczącego,
- Anna Pieczarka (PiS) – zastępca przewodniczącego,
- Michał Pyrzyk (PSL-TD) – zastępca przewodniczącego,
- Marcin Skonieczka (PL2050-TD) – zastępca przewodniczącego,
- Paweł Szefernaker (PiS) – zastępca przewodniczącego.

### Podkomisje
- Podkomisja stała finansów i ustroju samorządu terytorialnego (STR01S)[1]
  - przewodnicząca – Iwona  Krawczyk (KO)
- Podkomisja stała gospodarki i infrastruktury komunalnej (STR02S)[2]
  - przewodniczący – Jarosław Wieczorek (PiS)
- Podkomisja stała polityki regionalnej i wydatkowania środków Unii Europejskiej (STR03S)[3]
  - przewodniczący – Kamil Wnuk (PL2050-TD)
- Podkomisja nadzwyczajna do rozpatrzenia poselskich projektów ustaw o zmianie ustawy o ograniczeniu prowadzenia działalności gospodarczej przez osoby pełniące funkcje publiczne oraz niektórych innych ustaw (druki nr 155 i 156) (STR02N)[4]
  - przewodniczący – Artur Łącki (KO)
- Podkomisja nadzwyczajna do rozpatrzenia poselskiego projektu ustawy o zmianie ustawy o samorządzie gminnym oraz ustawy – Kodeks wyborczy (STR01N)[5]
  - przewodniczący – Bartosz Romowicz (PL2050-TD)[5][6]

## Prezydium komisji wSejmie IX kadencji[7]
- Tomasz Ławniczak (PiS) – przewodniczący,
- Marek Kwitek (PiS) – zastępca przewodniczącego,
- Jacek Protas (KO) – zastępca przewodniczącego,
- Waldemar Sługocki (KO) – zastępca przewodniczącego,
- Grzegorz Adam Woźniak (PiS) – zastępca przewodniczącego.

## Prezydium komisji wSejmie VIII kadencji[8]
- Andrzej Maciejewski (Kukiz’15) – przewodniczący
- Jacek Protas (PO) – zastępca przewodniczącego
- Joanna Scheuring-Wielgus (Teraz!) – zastępca przewodniczącego
- Grzegorz Wojciechowski (PiS) – zastępca przewodniczącego
- Grzegorz Woźniak (PiS) – zastępca przewodniczącego
- Piotr Zgorzelski (PSL-UED) – zastępca przewodniczącego
- Marek Kwitek (PiS) – zastępca przewodniczącego

## Prezydium komisji wSejmie VII kadencji[9]
- Piotr Zgorzelski (PSL) – przewodniczący
- Waldy Dzikowski (PO) – zastępca przewodniczącego
- Tomasz Makowski (PSL) – zastępca przewodniczącego
- Halina Rozpondek (PO) – zastępca przewodniczącego
- Jacek Sasin (PiS) – zastępca przewodniczącego

## Prezydium komisji wSejmie VI kadencji[10]
- Bronisław Dudka (PSL) – przewodniczący
- Waldy Dzikowski (PO) – zastępca przewodniczącego
- Witold Gintowt-Dziewałtowski (niez.) – zastępca przewodniczącego
- Izabela Kloc (PiS) – zastępca przewodniczącego
- Halina Rozpondek (PO) – zastępca przewodniczącego

## Prezydium komisji wSejmie V kadencji[11]
- Eugeniusz Grzeszczak (PSL) – przewodniczący
- Witold Bałażak (LPR) – zastępca przewodniczącego
- Waldy Dzikowski (PO) – zastępca przewodniczącego
- Dawid Jackiewicz (PiS) – zastępca przewodniczącego
- Waldemar Nowakowski (PSL) – zastępca przewodniczącego

## Prezydium komisji wSejmie IV kadencji[12]
- Waldy Dzikowski (PO) – przewodniczący
- Witold Gintowt-Dziewałtowski (SLD) – zastępca przewodniczącego
- Jan Kochanowski (SLD) – zastępca przewodniczącego
- Marek Kuchciński (PiS) – zastępca przewodniczącego

## Prezydium komisji wSejmie III kadencji[13]
- Barbara Imiołczyk (UW) – przewodniczący
- Marian Blecharczyk (AWS) – zastępca przewodniczącego
- Witold Gintowt-Dziewałtowski (SLD) – zastępca przewodniczącego
- Wiesław Woda (PSL) – zastępca przewodniczącego
- Tadeusz Wrona (AWS) – zastępca przewodniczącego

## Prezydium komisji wSejmie II kadencji[14]
- Piotr Buczkowski (KKL) – przewodniczący
- Zbigniew Janowski (SLD) – zastępca przewodniczącego
- Stanisław Kowolik (BBWR) – zastępca przewodniczącego
- Piotr Pankanin (UP) – zastępca przewodniczącego
- Marian Starownik (PSL) – zastępca przewodniczącego

## Prezydium komisji wSejmie I kadencji[15]
- Wiesław Janowski (PL) – przewodniczący
- Wiesław Klisiewicz (KP) – zastępca przewodniczącego
- Lech Mażewski (KP) – zastępca przewodniczącego
- Włodzimierz Puzyna (UD) – zastępca przewodniczącego
- Marian Starownik (PSL) – zastępca przewodniczącego

## Prezydium komisji wSejmie X kadencji PRL[16]
- Stanisław Suchodolski (SD) – przewodniczący
- Stanisława Krauz (OKP) – zastępca przewodniczącego
- Waldemar Pawlak (PSL) – zastępca przewodniczącego
- Antoni Pieniążek (PZPR) – zastępca przewodniczącego